# The Savage Seven

The Savage Seven é um filme de exploitation produzido nos Estados Unidos, dirigido por Richard Rush e lançado em 1968.